# 2- ميثيل الفوران
'2- ميثيل الفوران' (2-Methylfuran) هو سائل قابل للاشتعال والذوبان في الماء مع رائحة الشوكولاتة، ويوجد بصورة طبيعية في الميرتل واللافندر الهولندي 
يستخدم كمادة منكهة FEMA GRAS مع إمكانية استخدامه في أنواع الوقود البديلة.

## الوصلات الخارجية
- NCBI PubChem database: Methylfuran